# Nahal Sorek

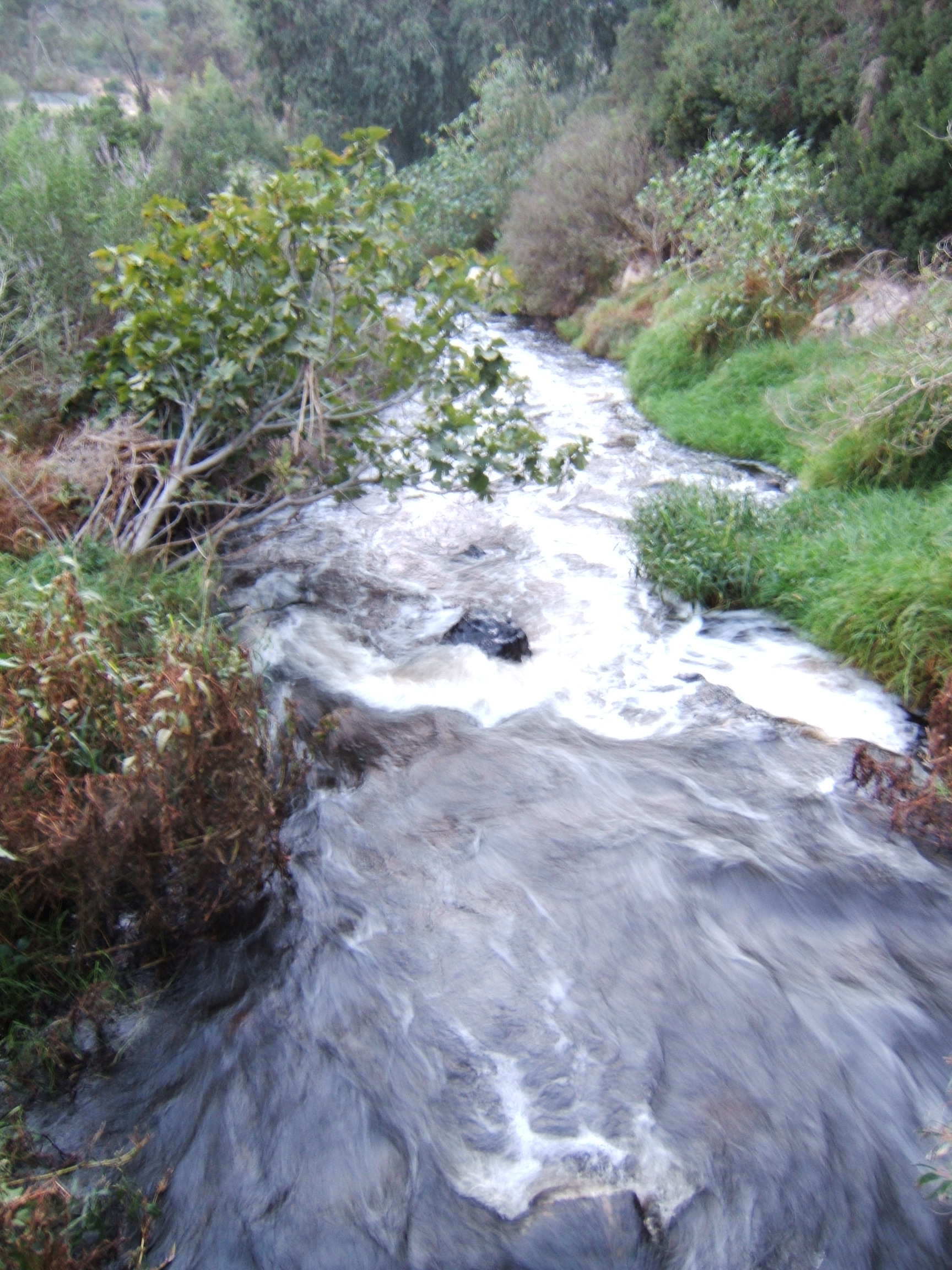

Nahal Sorek (in ebraico  נחל שורק‎?, ruscello di Sorek), anche Soreq, è un bacino idrografico di drenaggio situato nei monti della Giudea, uno dei più grandi della regione. È menzionato nel Libro dei Giudici 16:4 della Bibbia come il confine tra l'antica Filistea e la tribù di Dan degli antichi israeliti. È noto in arabo come Wadi Surar.
È situato nel Consiglio Regionale Nahal Sorek.

## Etimologia
Il Midrash (Numeri Rabbah 9) afferma che il  Sorek  è un "albero inutile" (la parola רק req significa "vuoto" in ebraico), il che implica una lezione morale e metaforica che suggerisce che la coinvolgimento di Sansone nella sua relazione con Dalila era alla fine "inutile". Tuttavia, un'altra etimologia suggerisce che "Sorek" significa "vite speciale" e si riferisce all'uva e al vino coltivati nella zona.

## Storia biblica
Il Nahal Sorek è il luogo dove viveva Dalila, e dove Sansone è venuto ad incontrarla per la prima volta. È stato anche il posto dove lo ha attirato per farsi rilevare il segreto della sua forza, e dove infine è stato catturato dai Filistei.

## Storia moderna

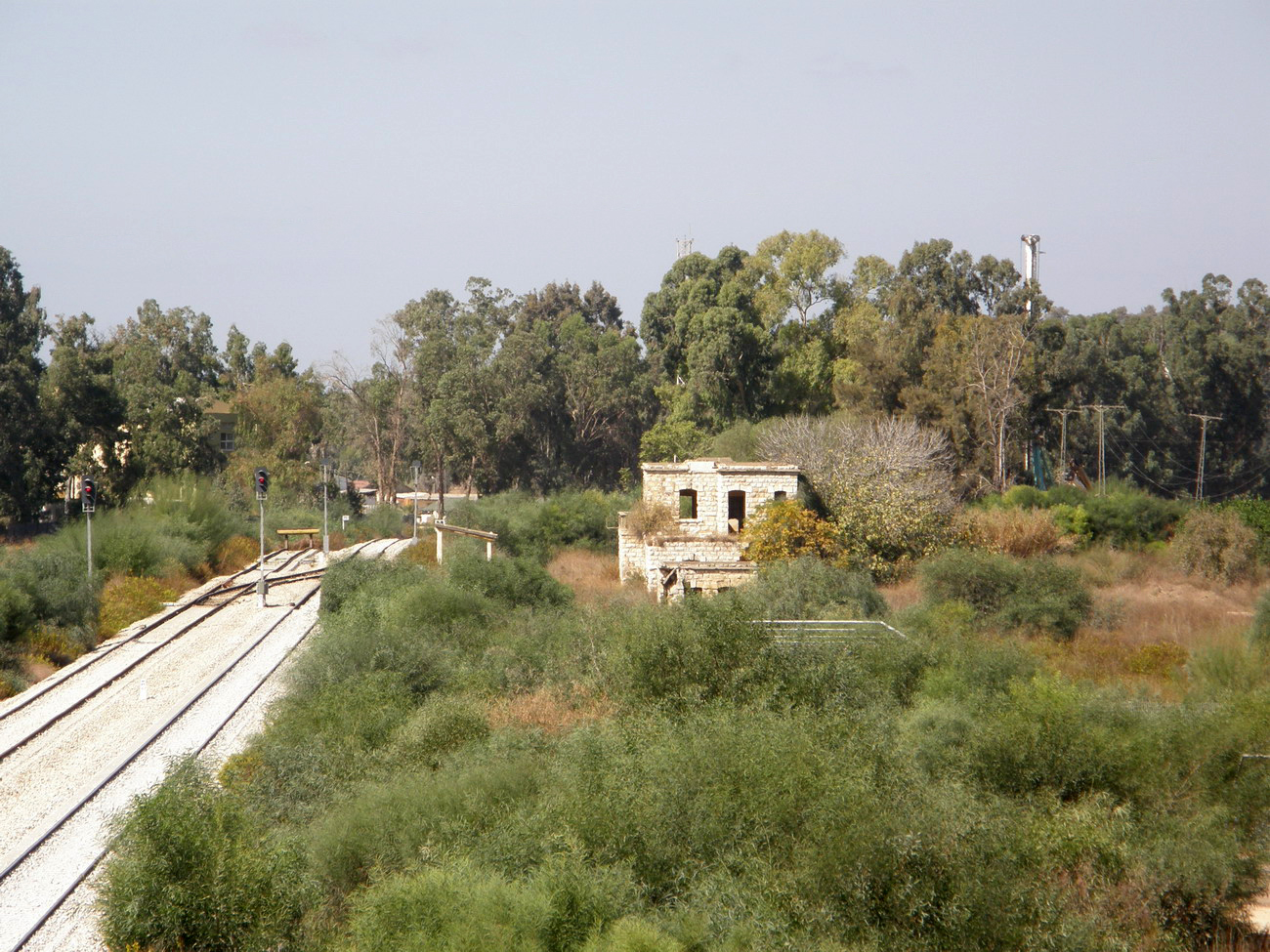
Resti della stazione ferroviaria di Nahal Sorek

Nel XIX secolo, Nahal Sorek è servito come un'importante via di collegamento tra le due maggiori città della zona, Jaffa e Gerusalemme. 
Dato che le ferrovie dell'epoca facevano affidamento sulle fonti d'acqua, gli ingegneri che hanno progettato la prima linea ferroviaria del Medio Oriente, la linea Jaffa-Gerusalemme, hanno deciso di utilizzare Nahal Sorek come principale fonte di approvvigionamento della linea. 
Attualmente è in corso lo scavo di numerose gallerie per la linea ferroviaria ad alta velocità per Gerusalemme, il nuovo corso eviterà il percorso del Nahal Sorek e accorcerà la linea. Tuttavia, la vecchia linea ferrovia lungo il Nahal Sorek è stata ristrutturata e dovrebbe rimanere in uso anche dopo il servizio ferroviario ad alta velocità.